# Каленнівська сільська рада
| Каленнівська сільська рада — колишній орган місцевого самоврядування у Сквирському районі Київської області з адміністративним центром у с. Каленна. Історична дата утворення: 15 серпня 1990 року . Сільській раді були підпорядковані населені пункти: - с. Каленна |

## Склад ради
Рада складалася з 14 депутатів та голови.

### Керівний склад ради
| ПІБ                            | Основні відомості                                                 | Дата обрання | Дата звільнення |
| ------------------------------ | ----------------------------------------------------------------- | ------------ | --------------- |
| Заруднюк Світлана Петрівна     | Сільський голова, 1968 року народження, освіта                    | 26.03.2006   | 31.10.2010      |
| Гуменюк Володимир Анатолійович | Сільський голова, 1972 року народження, освіта середня спеціальна | 31.10.2010   |                 |

Примітка: таблиця складена за даними джерела